# ジム・ケラー
ジム・ケラー（Jim Keller、1958年/1959年 - ）は、アメリカ合衆国で活動するマイクロプロセッサ・エンジニア、マイクロプロセッサ・デザイナー。

## 来歴と関与した主たる製品
1980年にペンシルバニア州立大学で電気工学の学士号を取得。
Harris Corporationで光ファイバーやマイクロプロセッサー基盤の設計に携わる。
1982年、ディジタル・イクイップメント・コーポレーション（DEC）社に移籍。VAX 8800、Alpha 21164とAlpha 21264などの開発に携わる。
1998年、AMDに移籍。同社ではAthlon（K7）の開発を支援、同プロセッサではAlpha21264で使われたEV6バスのライセンスを受け採用された。Athlon 64（K8）ではリードアーキテクトを務めた。HyperTransportの仕様とx86-64命令セットの共同設計者。
1999年、SiByteに移籍。1ギガビット毎秒と高速なネットワークインタフェース向けにMIPSベースプロセッサの設計を行う。2000年11月、SiByteはブロードコムに買収され、そのままチーフアーキテクトとして勤務。
2004年、P.A.Semiに移籍。低電力モバイルプロセッサを専門とする会社で、エンジニアリング部門の副社長として勤務。2008年に同社がAppleに買収されるとそのまま移籍。iPhoneやiPadのプロセッサーであるApple A4とA5, A6, A7の設計に関わった。またMacBook Airの仕様決定に携わった。
2012年8月1日、古巣のAMDに移籍。AMD K12、Zenマイクロアーキテクチャの開発に携わる。
2016年2月、自動車会社のテスラ社に移籍し、自動運転のハードウェアエンジニアリング部門の副社長に就任し、最新鋭AIシステムHW3を開発した。
2018年4月30日、インテルに移籍し、SoCの開発などシリコンエンジニアリング全般を指揮する上級副社長に就任、2020年6月11日、インテルを辞任。辞任後6か月間はインテルのコンサルタントを務める事に同意した。
2020年12月、RISC-Vプロセッサ及びAIプロセッサを開発するTenstorrentに入社。2021年1月に社長兼CTO兼取締役に就任。
2023年1月、Tenstorrent CEOに就任、サンフランシスコにてSam Zeloof, Corey Nobileと半導体製造会社Atomic Semi共同設立。同年3月、テンストレント・ジャパン株式会社設立。